# Adham Sharqawi
Adham Sharqawi est un écrivain et romancier palestinien,, né en 1980, au Liban .

## Formation
Il est né en 1980 et a grandi dans la ville de Tyr, au Liban. Il est titulaire d'un diplôme en éducation physique de la faculté de pédagogie, ainsi que d'une licence et d'un master en littérature arabe de l'université libanaise de Beyrouth.. Il est marié, et père d'un fils et de trois filles. Il vit au Liban,.

## Carrière
Il a travaillé pour le journal qatari Al-Watan. Il a commencé à écrire sur la plateforme du forum *Al-Sakher*, puis a publié son premier livre en 2012 intitulé *Hadith Al-Sabah* (Le Discours du Matin). Il est connu parmi ses admirateurs sous le nom de "Qiss-Ibn-Saida", un pseudonyme qu'il utilise toujours pour publier ses écrits.
Adham Sharqawi s'est fait connaître par ses ouvrages qui s'adressent en grande partie à la jeunesse. Parmi ses livres les plus célèbres figure Messages du Coran, l'un de ses ouvrages les plus populaires et largement diffusé à travers le monde arabe. Il est reconnu pour son style narratif, qui a contribué à sa rapide notoriété, faisant de lui l'un des auteurs les plus vendus dans le monde arabe. En plus de cela, il a publié plus de dix livres et romans, le plaçant parmi les auteurs les plus lus, notamment en Égypte, où il jouit d'une grande popularité auprès des jeunes égyptiens passionnés de culture et de lecture.